# Myophonus blighi
Myophonus blighi là một loài chim trong họ Muscicapidae.